# تري ميتشيل
تري ميتشيل (بالإنجليزية: Trey Mitchell)‏ هو لاعب كرة قدم أمريكي في مركز حراسة المرمى، ولد في 22 أبريل 1991 في آبلاند في الولايات المتحدة. لعب مع لوس أنجلوس غلاكسي.

## وصلات خارجية
- تري ميتشيل على موقع قاعدة بيانات كرة القدم.إي يو (الإنجليزية)
- تري ميتشيل على موقع Soccerway.com (الإنجليزية)
- تري ميتشيل على موقع AS.com (الإسبانية)